# 天鵝座32
天鵝座32，又名BD+47 3059，HD 192909、SAO 49385、HR 7751，是天鵝座的一颗恒星，视星等为3.98，位于銀經83.67，銀緯7.05，其B1900.0坐标为赤經20h 12m 22.8s，赤緯+47° 7.05′ 25″。